# Pružina (okres Považská Bystrica)
Pružina (maďarsky Barossháza) je obec na Slovensku v okrese Považská Bystrica v Trenčínském kraji. Žije v ní přibližně 2 000 obyvatel. V obci stojí kostel svaté Žofie.

## Přírodní poměry
Ve správním území obce se nachází jeskyně Babirátka a Pružinská Dúpna jaskyňa, přírodní památka Briestenské skaly a zasahují do něj části chráněné krajinné oblasti Strážovské vrchy a národní přírodní rezervace Strážov.

## Rodáci
- Gábor Baross (1848–1892), politik